# Copa Federal de Fútbol Femenino 2022
La Copa Federal de Fútbol Femenino 2022 fue la segunda edición de esta competición oficial organizada por la Asociación del Fútbol Argentino.
El torneo contó con una fase preliminar y una fase final. Durante la primera parte de la temporada 2022, se produjeron la clasificación de los equipos de la Fase preliminar metropolitana, clasificando los ocho primeros equipos en la tabla de posiciones del Campeonato de Primera División A hasta la fecha 11. Por su parte, la Fase preliminar regional la organizó el Consejo Federal. En la fase final participaron 16 equipos.

## Formato
El torneo se llevará a cabo a través de la clasificación de clubes de la Primera División A y Ligas del Interior. Contará con dos fases preliminares:
- Fase Preliminar Regional: Es organizada por el Consejo Federal y clasifica a 8 equipos provenientes de las Ligas del Interior a la fase final.
- Fase Preliminar Metropolitana: Es organizada por la AFA. Participan los mejores 8 equipos de la Primera División A hasta la fecha 11 de la temporada 2022
- Fase Nacional: Los 16 equipos clasificados se eliminan entre sí por el formato de eliminación directa en partidos hasta alcanzar la final donde se consagrará al campeón.

## Equipos participantes

### Primera División A
| UAI Urquiza | Boca Juniors | Racing Club | River Plate     |
| Lanús       | San Lorenzo  | Huracán     | Rosario Central |

### Ligas del Interior
| Deportivo Confluencia  | Def. B° La Constitución | Belgrano                 | San Martín (T)          |
| Guaraní Antonio Franco | Las Pumas               | San José (Mar del Plata) | Las Malvinas (La Plata) |

### Distribución geográfica de los equipos
| Región                                   | Cant. | Equipos                                            |
| ---------------------------------------- | ----- | -------------------------------------------------- |
| Ciudad de Buenos Aires                   | 4     | Boca Juniors, San Lorenzo, Huracán y River Plate   |
| Conurbano bonaerense                     | 3     | Lanús, Racing Club y UAI Urquiza                   |
| Interior de la Provincia de Buenos Aires | 2     | Las Malvinas (La Plata) y San José (Mar del Plata) |
| Provincia de Córdoba                     | 1     | Belgrano                                           |
| Provincia de Entre Ríos                  | 1     | Defensores de B° La Constitución                   |
| Provincia de Mendoza                     | 1     | Las Pumas                                          |
| Provincia de Misiones                    | 1     | Guaraní Antonio Franco                             |
| Provincia de Neuquén                     | 1     | Deportivo Confluencia                              |
| Provincia de Santa Fe                    | 1     | Rosario Central                                    |
| Provincia de Tucumán                     | 1     | San Martín (T)                                     |

## Cuadro de desarrollo
|  | Octavos de final        | Octavos de final        | Octavos de final   |              |                 | Cuartos de final   | Cuartos de final   | Cuartos de final   |  |                 | Semifinales     | Semifinales    | Semifinales    |  |          | Final           | Final           | Final           |  |
|  | 2 y 3 de noviembre      | 2 y 3 de noviembre      | 2 y 3 de noviembre |              |                 | 5 y 6 de noviembre | 5 y 6 de noviembre | 5 y 6 de noviembre |  |                 | 9 de noviembre  | 9 de noviembre | 9 de noviembre |  |          | 12 de noviembre | 12 de noviembre | 12 de noviembre |  |
|  |                         |                         |                    |              |                 |                    |                    |                    |  |                 |                 |                |                |  |          |                 |                 |                 |  |
|  |                         |                         |                    |              |                 |                    |                    |                    |  |                 |                 |                |                |  |          |                 |                 |                 |  |
|  | Rosario Central         | Rosario Central         | 12                 |              |                 |                    |                    |                    |  |                 |                 |                |                |  |          |                 |                 |                 |  |
|  | Rosario Central         | Rosario Central         | 12                 |              |                 |                    |                    |                    |  |                 |                 |                |                |  |          |                 |                 |                 |  |
|  | San Martín (T)          | San Martín (T)          | 0                  |              |                 |                    |                    |                    |  |                 |                 |                |                |  |          |                 |                 |                 |  |
|  | San Martín (T)          | San Martín (T)          | 0                  |              | Rosario Central | Rosario Central    | 2                  |                    |  |                 |                 |                |                |  |          |                 |                 |                 |  |
|  |                         |                         |                    |              | Rosario Central | Rosario Central    | 2                  |                    |  |                 |                 |                |                |  |          |                 |                 |                 |  |
|  |                         |                         | Boca Juniors       | Boca Juniors | 1               |                    |                    |                    |  |                 |                 |                |                |  |          |                 |                 |                 |  |
|  | Boca Juniors            | Boca Juniors            | Boca Juniors       | Boca Juniors | 1               | 7                  |                    |                    |  |                 |                 |                |                |  |          |                 |                 |                 |  |
|  | Boca Juniors            | Boca Juniors            |                    |              |                 |                    |                    |                    |  |                 |                 |                |                |  |          |                 |                 |                 |  |
|  | Las Pumas               | Las Pumas               | 0                  |              |                 |                    |                    |                    |  |                 |                 |                |                |  |          |                 |                 |                 |  |
|  | Las Pumas               | Las Pumas               | 0                  |              |                 |                    |                    |                    |  | Rosario Central | Rosario Central | 0              |                |  |          |                 |                 |                 |  |
|  |                         |                         |                    |              |                 |                    |                    |                    |  | Rosario Central | Rosario Central | 0              |                |  |          |                 |                 |                 |  |
|  |                         |                         | Belgrano           | Belgrano     | 2               |                    |                    |                    |  |                 |                 |                |                |  |          |                 |                 |                 |  |
|  | Racing Club             | Racing Club             | Belgrano           | Belgrano     | 2               | 1 (5)              |                    |                    |  |                 |                 |                |                |  |          |                 |                 |                 |  |
|  | Racing Club             | Racing Club             |                    |              |                 |                    |                    |                    |  |                 |                 |                |                |  |          |                 |                 |                 |  |
|  | Belgrano                | Belgrano                | 1 (6)              |              |                 |                    |                    |                    |  |                 |                 |                |                |  |          |                 |                 |                 |  |
|  | Belgrano                | Belgrano                | 1 (6)              |              | Belgrano        | Belgrano           | 1                  |                    |  |                 |                 |                |                |  |          |                 |                 |                 |  |
|  |                         |                         |                    |              | Belgrano        | Belgrano           | 1                  |                    |  |                 |                 |                |                |  |          |                 |                 |                 |  |
|  |                         |                         | San Lorenzo        | San Lorenzo  | 0               |                    |                    |                    |  |                 |                 |                |                |  |          |                 |                 |                 |  |
|  | San Lorenzo             | San Lorenzo             | San Lorenzo        | San Lorenzo  | 0               | 4                  |                    |                    |  |                 |                 |                |                |  |          |                 |                 |                 |  |
|  | San Lorenzo             | San Lorenzo             |                    |              |                 |                    |                    |                    |  |                 |                 |                |                |  |          |                 |                 |                 |  |
|  | Dep. Confluencia        | Dep. Confluencia        | 1                  |              |                 |                    |                    |                    |  |                 |                 |                |                |  |          |                 |                 |                 |  |
|  | Dep. Confluencia        | Dep. Confluencia        | 1                  |              |                 |                    |                    |                    |  |                 |                 |                |                |  | Belgrano | Belgrano        | 0               |                 |  |
|  |                         |                         |                    |              |                 |                    |                    |                    |  |                 |                 |                |                |  | Belgrano | Belgrano        | 0               |                 |  |
|  |                         |                         | River Plate        | River Plate  | 2               |                    |                    |                    |  |                 |                 |                |                |  |          |                 |                 |                 |  |
|  | Lanús                   | Lanús                   | River Plate        | River Plate  | 2               | 7                  |                    |                    |  |                 |                 |                |                |  |          |                 |                 |                 |  |
|  | Lanús                   | Lanús                   |                    |              |                 |                    |                    |                    |  |                 |                 |                |                |  |          |                 |                 |                 |  |
|  | Las Malvinas (LP)       | Las Malvinas (LP)       | 1                  |              |                 |                    |                    |                    |  |                 |                 |                |                |  |          |                 |                 |                 |  |
|  | Las Malvinas (LP)       | Las Malvinas (LP)       | 1                  |              | Lanús           | Lanús              | 1 (4)              |                    |  |                 |                 |                |                |  |          |                 |                 |                 |  |
|  |                         |                         |                    |              | Lanús           | Lanús              | 1 (4)              |                    |  |                 |                 |                |                |  |          |                 |                 |                 |  |
|  |                         |                         | Huracán            | Huracán      | 1 (5)           |                    |                    |                    |  |                 |                 |                |                |  |          |                 |                 |                 |  |
|  | Huracán                 | Huracán                 | Huracán            | Huracán      | 1 (5)           | 3                  |                    |                    |  |                 |                 |                |                |  |          |                 |                 |                 |  |
|  | Huracán                 | Huracán                 |                    |              |                 |                    |                    |                    |  |                 |                 |                |                |  |          |                 |                 |                 |  |
|  | San José (MdP)          | San José (MdP)          | 0                  |              |                 |                    |                    |                    |  |                 |                 |                |                |  |          |                 |                 |                 |  |
|  | San José (MdP)          | San José (MdP)          | 0                  |              |                 |                    |                    |                    |  | Huracán         | Huracán         | 1              |                |  |          |                 |                 |                 |  |
|  |                         |                         |                    |              |                 |                    |                    |                    |  | Huracán         | Huracán         | 1              |                |  |          |                 |                 |                 |  |
|  |                         |                         | River Plate        | River Plate  | 3               |                    |                    |                    |  |                 |                 |                |                |  |          |                 |                 |                 |  |
|  | River Plate             | River Plate             | River Plate        | River Plate  | 3               | 12                 |                    |                    |  |                 |                 |                |                |  |          |                 |                 |                 |  |
|  | River Plate             | River Plate             |                    |              |                 |                    |                    |                    |  |                 |                 |                |                |  |          |                 |                 |                 |  |
|  | Guaraní A. Franco       | Guaraní A. Franco       | 0                  |              |                 |                    |                    |                    |  |                 |                 |                |                |  |          |                 |                 |                 |  |
|  | Guaraní A. Franco       | Guaraní A. Franco       | 0                  |              | River Plate     | River Plate        | 1                  |                    |  |                 |                 |                |                |  |          |                 |                 |                 |  |
|  |                         |                         |                    |              | River Plate     | River Plate        | 1                  |                    |  |                 |                 |                |                |  |          |                 |                 |                 |  |
|  |                         |                         | UAI Urquiza        | UAI Urquiza  | 0               |                    |                    |                    |  |                 |                 |                |                |  |          |                 |                 |                 |  |
|  | UAI Urquiza             | UAI Urquiza             | UAI Urquiza        | UAI Urquiza  | 0               | 12                 |                    |                    |  |                 |                 |                |                |  |          |                 |                 |                 |  |
|  | UAI Urquiza             | UAI Urquiza             |                    |              |                 |                    |                    |                    |  |                 |                 |                |                |  |          |                 |                 |                 |  |
|  | Def. B° La Constitución | Def. B° La Constitución | 0                  |              |                 |                    |                    |                    |  |                 |                 |                |                |  |          |                 |                 |                 |  |
|  | Def. B° La Constitución | Def. B° La Constitución | 0                  |              |                 |                    |                    |                    |  |                 |                 |                |                |  |          |                 |                 |                 |  |
|  |                         |                         |                    |              |                 |                    |                    |                    |  |                 |                 |                |                |  |          |                 |                 |                 |  |

### Resultados

#### Octavos de final
| 2 de noviembre, 15:00 | Rosario Central | 12:0 (3:0) | San Martín (T) | Predio Julio H. Grondona, Ezeiza |                                |
|                       | Verónica Acuña 3' · Lara López 11' · Nadia Fernández 19' · Nadia Fernández 48' · Nadia Fernández 52' · Nadia Fernández 61' · Valentina Mana 65' · Emilia Boccalini 67' · Belén Dias 75' · Lara Lopez 79' · Abigaíl Ponce 85' · Candela Larrondo 89' | Reporte    |                | Árbitra: María Estefanía Pinto   | Árbitra: María Estefanía Pinto |

| 2 de noviembre, 15:00 | Boca Juniors | 7:0 (4:0) | Las Pumas | Predio Julio H. Grondona, Ezeiza |                             |
|                       | Amancay Urbani 6' · Eugenia Flores 23' · Amancay Urbani 37' · Amancay Urbani 38' · Kishi Núñez 49' · Kishi Núñez 56' · Camila Gómez Ares 80' | Reporte   |           | Árbitra: Roberta Echeverría      | Árbitra: Roberta Echeverría |

| 2 de noviembre, 11:00 | Racing Club | 1:1 (0:0) (5:6 p.)         | Belgrano | Predio Julio H. Grondona, Ezeiza |                                |
|                       | Luana Muñoz 47' | Reporte                    | 56' Sabrina Maldonado | Árbitra: María Laura Fortunato   | Árbitra: María Laura Fortunato |
|                       | | Tiros desde el punto penal | |                                  |                                |
|                       | Luana Muñoz · Florencia Salazar · Florencia Curril · Micaela Adorno · Rocío Gomez · Dalila Cáseres · Melina Moreno · Lina Gómez |                            | Romina Gómez · Mariana Sanchez · Mariana Alisio · Noelia Vassarotto · Sabrina Maldonado · Gabriela Ricca · Ana Daniele · Milagros Cisneros |                                  |                                |

| 2 de noviembre, 11:00 | San Lorenzo                                                                      | 4:1 (1:0) | Dep. Confluencia  | Predio Julio H. Grondona, Ezeiza |                          |
|                       | Naila Imbachí 14' · Débora Molina 54' · Maricel Pereyra 73' · Virginia Vidal 77' | Reporte   | 85' Ornella Olave | Árbitra: Luciana Sánchez         | Árbitra: Luciana Sánchez |

| 3 de noviembre, 11:00 | Lanús | 7:1 (3:0) | Las Malvinas (LP) | Predio Julio H. Grondona, Ezeiza |                          |
|                       | Marcela Figueroa 37' · Brenda Varela 39' · Brenda Varela 45' · Damaris Martínez 53' · Brenda Varela 55' · Marcela Figueroa 60' · Fiamma Romero 65' |           | 66' Belén Juarez  | Árbitra: Mariela Martino         | Árbitra: Mariela Martino |

| 3 de noviembre, 11:00 | Huracán                                              | 3:0 (2:0) | San José (MdP) | Predio Julio H. Grondona, Ezeiza |                          |
|                       | Ailén Zárate 20' · Bárbara Calvo 40' · Zoe Gómez 90' |           |                | Árbitra: Jessica Laborde         | Árbitra: Jessica Laborde |

| 3 de noviembre, 15:00 | River Plate | 12:0 (6:0) | Guaraní A. Franco | Predio Julio H. Grondona, Ezeiza |                          |
|                       | Carolina Birizamberri 14' · Érica Lonigro 15' · Carolina Birizamberri 18' · Carolina Birizamberri 19' · Carolina Birizamberri 26' · Martina Del Trecco 39' · Carolina Birizamberri 47' · Milagros Díaz 49' · Agostina Holzheier 50' · Agostina Holzheier 77' · Ayelen Acuña 86' · Érica Lonigro 87' |            |                   | Árbitra: Bettina Cingari         | Árbitra: Bettina Cingari |

| 3 de noviembre, 15:00 | UAI Urquiza | 12:0 (8:0) | Def. Bº la Constitución | Predio Julio H. Grondona, Ezeiza |                         |
|                       | Catalina Primo 14' · Daiana Alanis 16' · Catalina Primo 18' · Catalina Primo 19' · Dana Pesantes 27' · Dana Pesantes 30' · Catalina Primo 35' · Daiana Falfán 44' (pen.) · Brunela Onorato 54' · Milagros Vera 62' · Daiana Alanis 77' · Daiana Alanis 87' |            |                         | Árbitra: Lorena Sánchez          | Árbitra: Lorena Sánchez |

#### Cuartos de final
| 5 de noviembre, 15:00 | Rosario Central                                  | 2:1 (1:1) | Boca Juniors          | Predio Julio H. Grondona, Ezeiza |                           |
|                       | Gabriela Barrios 32' (a.g.) · Verónica Acuña 54' |           | 43' Camila Gómez Ares | Árbitra: Luciana Petrella        | Árbitra: Luciana Petrella |

| 5 de noviembre, 11:00 | Belgrano              | 1:0 (0:0) | San Lorenzo | Predio Julio H. Grondona, Ezeiza |                                |
|                       | Sabrina Maldonado 59' |           |             | Árbitra: María Estefanía Pinto   | Árbitra: María Estefanía Pinto |

| 6 de noviembre, 11:00 | Lanús                                                                                         | 1:1 (1:1) (4:5 p.)         | Huracán                                                                                          | Predio Julio H. Grondona, Ezeiza |                         |
|                       | Damaris Martinez 5'                                                                           |                            | 35' Brisa Campos                                                                                 | Árbitra: Estela Álvarez          | Árbitra: Estela Álvarez |
|                       |                                                                                               | Tiros desde el punto penal |                                                                                                  |                                  |                         |
|                       | Magalí Molina · Diana Brítez · Lucía Taborda · Betiana Sonetti · Brenda Varela · Lourdes Loza |                            | Ailén Zárate · Abigail Chavez · Gabriela Gómez · Florencia Silva · Brisa Campos · Luciana Nievas |                                  |                         |

| 6 de noviembre, 15:00 | River Plate            | 1:0 (1:0) | UAI Urquiza | Predio Julio H. Grondona, Ezeiza |                             |
|                       | Martina Del Trecco 37' |           |             | Árbitra: Roberta Echeverría      | Árbitra: Roberta Echeverría |

#### Semifinal
| 9 de noviembre, 11:00 | Rosario Central | 0:2 (0:1) | Belgrano                                             | Estadio República de Italia, Ciudad Evita |                                |
|                       |                 |           | 30' (pen.) Sabrina Maldonado · 87' Sabrina Maldonado | Árbitra: María Laura Fortunato            | Árbitra: María Laura Fortunato |

| 9 de noviembre, 15:30 | Huracán            | 1:3 (0:2) | River Plate                                                                           | Estadio República de Italia, Ciudad Evita |                           |
|                       | Nardy Vallejos 77' |           | 43' Carolina Birizamberri · 45' Agostina Holzheier · 61' (pen.) Carolina Birizamberri | Árbitra: Gabriela Coronel                 | Árbitra: Gabriela Coronel |

#### Final
| 12 de noviembre, 15:30 | Belgrano | 0:2 (0:2) | River Plate                                      | Estadio Ciudad de Vicente López, Vicente López |                            |
|                        |          |           | 28' Stephanie Melgarejo · 43' Agostina Holzheier | Árbitra: Antonella Álvarez                     | Árbitra: Antonella Álvarez |

| Campeón                |
| River Plate 1.º título |

## Goleadoras
| Jugadora              | Equipo          | Goles |
| --------------------- | --------------- | ----- |
| Carolina Birizamberri | River Plate     | 7     |
| Sabrina Maldonado     | Belgrano        | 4     |
| Nadia Fernández       | Rosario Central | 4     |
| Catalina Primo        | UAI Urquiza     | 4     |